# Lunigiana

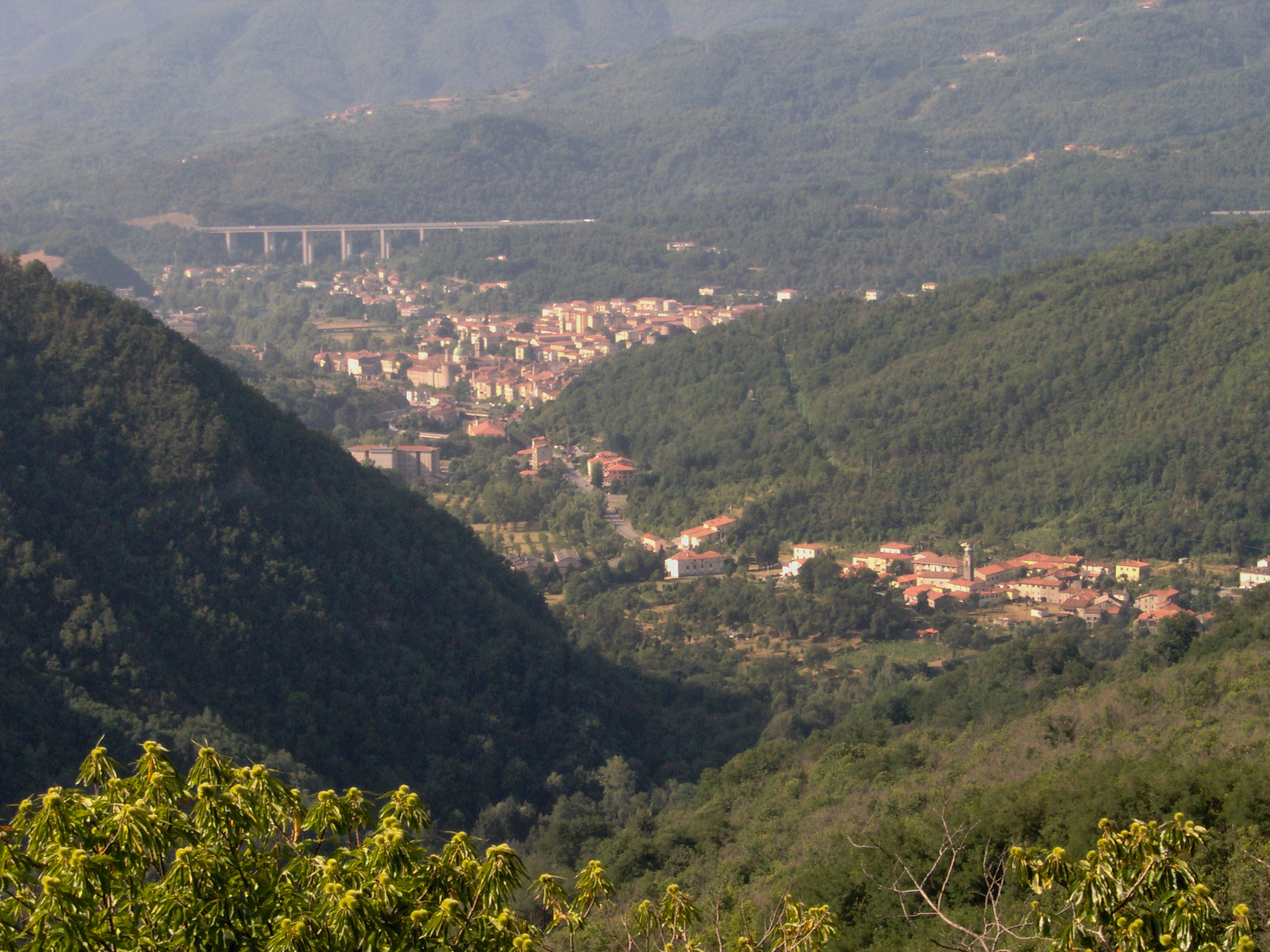
Lunigiana.

Carte de la Lunigiana.

La Lunigiana (en italien : Lunigiana) est une région historique située autour de la vallée du fleuve Magra, entre les provinces de La Spezia et celle de Massa et Carrare.

## Historique
Sa capitale historique était Luni, une ville que les Romains avaient fondée sur la rive gauche de l'embouchure du fleuve et qui séparait autrefois l'ancienne Toscane des terres génoises. Cette ville, siège d'un ancien évêché et ayant été engloutie par la mer sans laisser de traces, la plupart des habitants se réfugièrent à Sarzana.

## Les châteaux
Au Moyen Âge, la Lunigiana comptait 160 châteaux, dont une trentaine seulement sont parvenus jusqu'à nos jours en bon état de conservation. C'est dans ces châteaux que Dante trouva un répit lors de son séjour en Lunigiana. Les origines historiques de ces châteaux remontent à l'époque où les Lombards dominaient la majeure partie de la plaine du Pô et, cherchant un débouché sur la côte ligure/toscane, ils trouvèrent dans le col de la Cisa et le col de Cerreto, près de la ville de Fivizzano, les points d'accès les plus faciles pour traverser les Apennins.
Dans les temps anciens, lorsque la colonie de Luni, fondée par les Romains en 177 av. J.-C., était une ville et un port florissants, les Romains avaient déjà construit de solides postes défensifs le long de la Via Aurelia. Sur des tronçons importants de cette voie romaine, les Lombards construiront plus tard la Via Francigena, pour le contrôle de laquelle il y eut des luttes sanglantes et féroces entre la noblesse locale, soucieuse du maintien de sa domination et de ses fiefs, ainsi qu'entre la république de Pise et la république de Lucques et, plus tard encore, entre Florence, Milan et Gênes.
En tant que région qui contrôle le passage de la Toscane aux territoires du nord de la Lombardie et de Parme, ainsi que de la Toscane aux terres orientales de la Ligurie, la Lunigiana a été conquise pendant des siècles dans d'innombrables guerres qui ont opposé les dynasties féodales les unes contre les autres,.

### Quelques châteaux Malaspina
Les châteaux ont en effet principalement des origines Malaspina, mais dans de nombreux cas ils ont été transformés en résidences seigneuriales par les nouveaux locataires. La famille Malaspina, noble famille féodale issue des Obertenghi, une dynastie lombarde née au Xe siècle d'Oberto Ier, marquis de Milan et de Gênes, comte de Luni et de nombreuses autres régions du nord de l'Italie.
- Forteresse Malaspina (Massa)
- Forteresse de Brunella (Aulla)

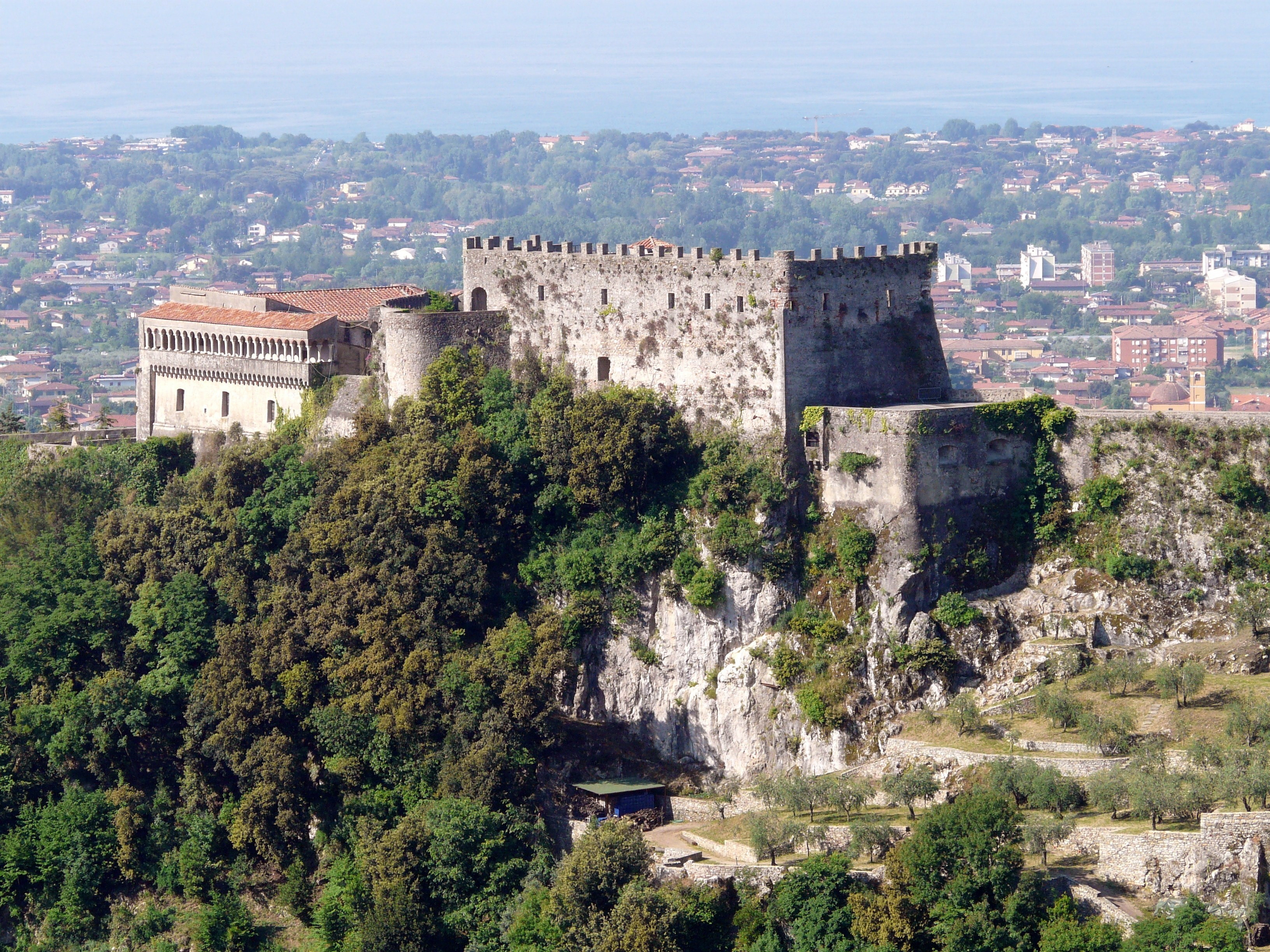
La forteresse Malaspina de Massa.

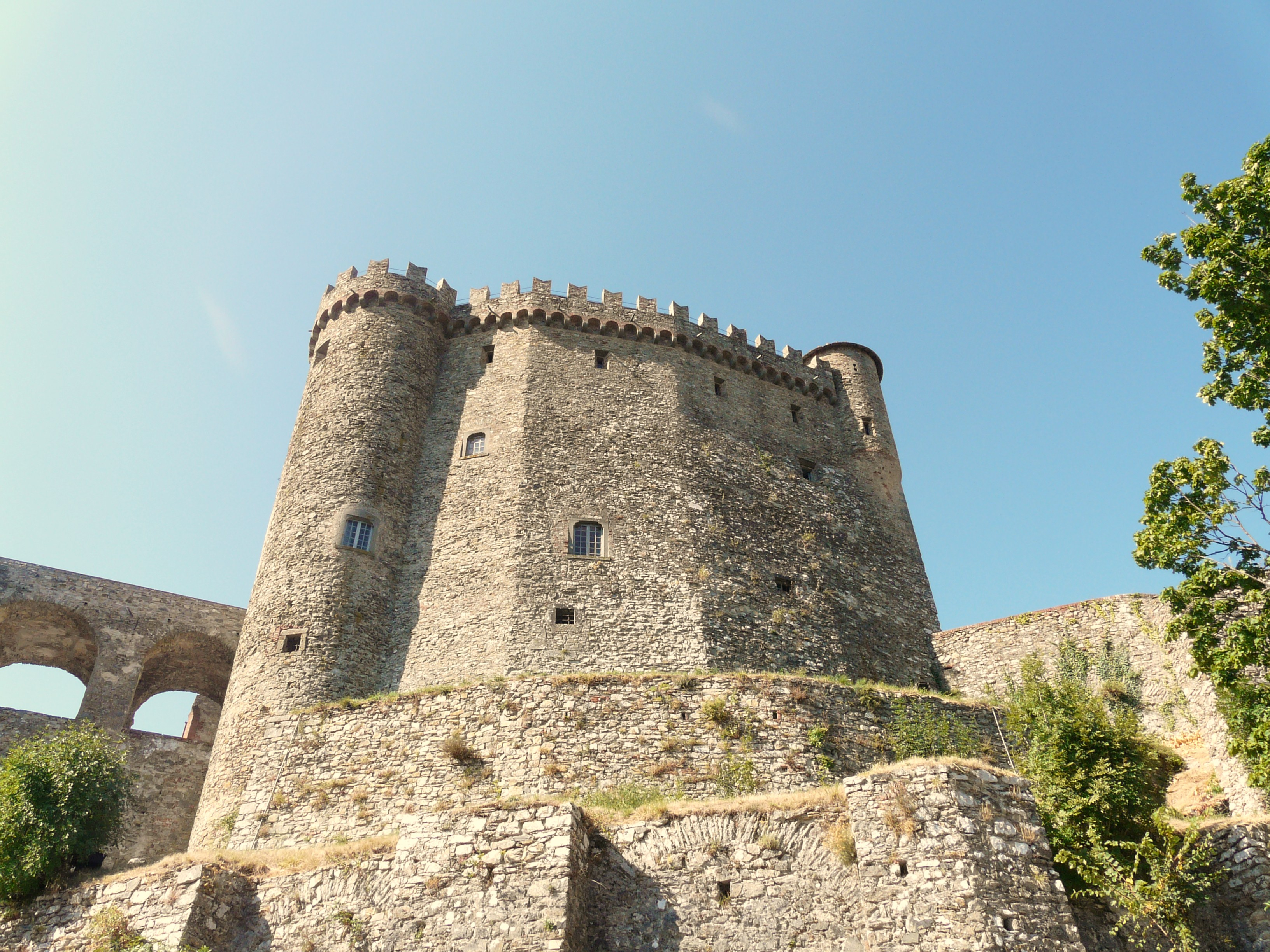
La château Malaspina de Fosdinovo.

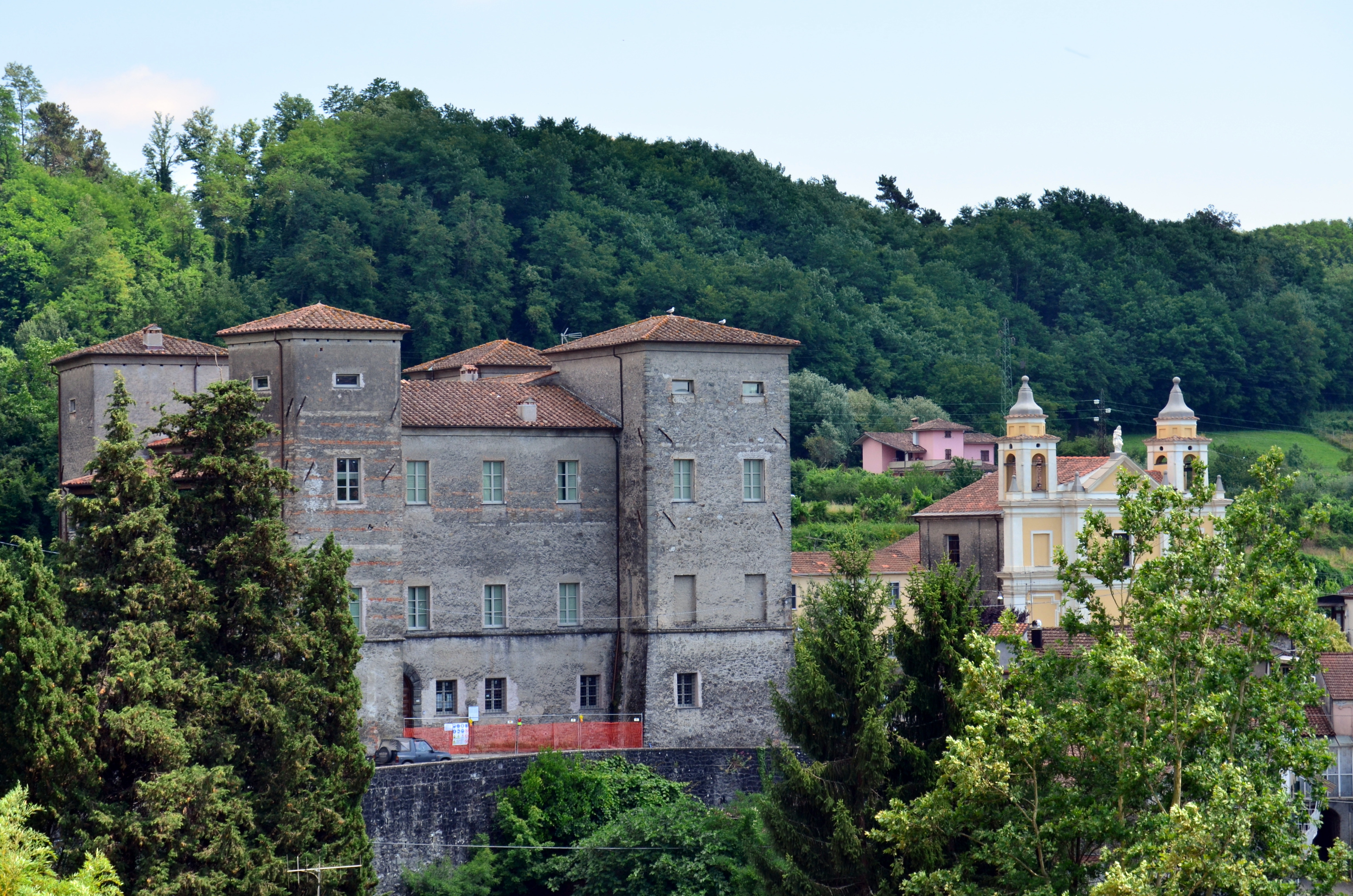
Le château de Pontebosio.

- Forteresse de Verrucola (Fivizzano)
- Château de l'Aigle (Fivizzano)
- Château Aghinolfi (Montignoso)
- Château de Fosdinovo
- Château de Castiglione del Terziere (Bagnone)
- Château de Lusuolo (Mulazzo)
- Château de Castevoli (Mulazzo)
- Château de Tresana
- Château de Villa di Tresana
- Château de Comano
- Château de Malgrate (Villafranca in Lunigiana)
- Château de Virgoletta (Villafranca in Lunigiana)
- Château de Licciana Nardi
- Château de Castel del Piano (Licciana Nardi)
- Château de Bastia (Licciana Nardi)
- Château de Monti (Licciana Nardi)
- Château de Pontebosio (Licciana Nardi)
- Château de Terrarossa (Licciana Nardi)
- Château de Filattiera
- Château du Piagnaro (Pontremoli)
- Château de Gragnola (Pontremoli)
- Château de Podenzana